# Gordinești, Edineț
Gordinești (până în anul 1576 - Neagăuți) este un sat din raionul Edineț, Republica Moldova.
În aval de Gordinești pe râul Racovăț este amplasată rezervația peisagistică La Castel.

## Etimologie
Primul nume al satului de Neagăuți provine de la antroponimul de origine sârbă - Neagu/Neagoe, format din cuvântul slav nega (нѣгa) - „grijă”, „tandrețe”. În a doua jumătate a secolului XVI se atestă schimbarea numelui în Horbinești. 
Toponimul Horbinești provine de la cuvântul slav gorb (горб) - „gheb”, „cocoașă”, cu sensul de „movilă”, „colină”. Conform altor versiuni, termenul horb, fiind înrudit cu gârb, este moștenit din limba traco-dacă, care derivă de la protoindo-europeanul *ger/*gerbh - „a îndoi”, „a încovoia”, având origine lingvistică comună cu gorb-ul din limbile slave.
După anexarea interfluviului Prut-Nistru de către Imperiul Rus, denumirea satului a fost adaptată foneticii limbii ruse și modificată în Gordinești.

## Istorie

### Prima atestare documentară
Localitatea actuală a fost atestată documentar cu denumirea Neagăuți într-un uric emis de domnul Alexandru cel Bun, prin care confirmă dăruirea așezării de Stoian Procelnicul lui Ivan Cupcici, care datează cu 27 mai 1429:
„Din mila lui Dumnezeu, noi, Alexandru voievod, domn al Țării Moldovei. Facem cunoscut, cu această carte a noastră, tuturor celor care vor vedea sau o vor auzi citindu-se, că această adevărată slugă și boier al nostru, pan Ivan Cupcici, ne-a slujit cu dreapta și credincioasa slujbă. De aceea, noi, văzând dreapta și credincioasa lui slujba către noi, l-am miluit cu deosebita noastră milă și i-am dat, în țara noastră, două sate, numite: Cupca, unde este casa lui și, dincolo de Prut, Neagăuți, și de la Neagăuți, în sus pe Racoveț, până în hotarul lui Grozea, ce va putea întemeieze. Toate acestea să-i fie uric, cu tot venitul, și copiilor lui, și nepoților lui, și strănepoților lui, și răstrănepoților lui și întregului lui neam, neclintit niciodată, în veci.

Iar hotarul acestor sate să fie cu toate hotarele vechi, pe unde au folosit din veac.
...

Iar pentru mai mare întărire a tuturor celor mai sus-scrise, am poruncit slugii noastre credincioase, Neagoe logofăt, să scrie și să atârne pecetea noastră la această carte a noastră.

La Suceava, în anul 6937 <1429>, luna mai, 27.”

### În componența Țării Moldovei
Neagăuți este aceeași localitate cu Gordineștii (ortografiat și Horbinești în unele documente istorice).
1576,  17 aprilie - satul Neagăuți apare menționat documentar cu denumirea Horbinești într-un suret de pe un ispisoc vechi de la Petru Voievod prin care logofătul Gavril cumpără moșia satului cu 500 zloți tătărești: Iată că, viind înaintea noastră și înaintea boierilor noștri a Moldovei, și mari și a mici, slugile noastre Grozav Cracalie diac, ... [și alții].... au vândut dreapta ocina lor și moșie ... ce le-au avut moșul și strămoșul lor de la bătrânul Ștefan voievod, o a patra parte din sat din Neagăuții, pe Racovăț, în ținutul Hotinului, cari acum să numește Horbinești și o a patra parte din mori, și din heleșteie, și cu un loc de pustie, ce este în capătul acelui hotar, ce să numește Truineva, ce au fost de baștină și de danie, unchiului lor, lui Cracalie pisarul, de la Alexandru voievod.
1577, 18 februarie - Petru Șchiopul voievod întărește lui Gavrilaș pisar stăpânirea peste un sfert din satul Horbinești, numit Negăuții, pe Racovăț, în ținutul Hotin, cumpărat de la Gliga și alții cu 250 de zloți tătărești.
1577, 30 aprilie - Petru Șchiopu voievod întărește lui Gavril logofăt stăpânirea peste o parte din satul Negăuți, numit acum Horbineștii, pe Racovăț, cumpărată de la Ana și alții.
1586-1588, 17 mai — Fedoraș, feciorul Maricăi, și-a vândut partea lui din satul Horbinești, din ținutul Hotinului, lui Șăptelici pentru 30 de taleri vechi
1587, 1 august  — Petru Șchiopul, oferă gramotă pârcălabului Hotinului, Cucoare, cu privire la hotărnicia moșiei aparținând lui Găvrilaș logofăt, între părțile de ocină a satelor Horbinești și Holohoreni.
1587, 5 septembrie  — Petru Șchiopul, întărește partea de moșie a satului Horbinești, cumpărate de Șăptelici armașul de la nepoții și strănepoții lui Toader, cu prețul de 400 de zloți tătărești.  
1588, 21 februarie — Petru Șchiopul voievod, întărește lui Cucore și Ghoerghe, pârcălabi de Hotin, părți din moșiile Horbinești, Verbeanca și Holohăreni, cu hotărnicia între părțile ce aparțin răzeșilor și lui Gavrilaș logofăt. 
1589, 14 februarie - Petru Șchiopul întărește lui Gavrilaș logofăr, a patra partea din jumătate de sat Horibinești, numit și Neagăuți, cumpărată de la Șăptelici armașul și alții, pentru 550 de zloți tătărești.
1590, aprilie - Petru Șchiopul oferă gramotă pârcălabilor de Hotin în care este specificată hotărnicia a moșiei satul Horbinești cu partea deținută de Gavrilaș logofăt. 
1590, 21 mai - Petru Șchiopul întărește lui Bârlădeanu, pârcălab de Hotin, o parte din moșia satului Horbinești, cu descrierea hotarului cu partea deținută de Gavrilaș logofăt. 
1600 - Ieremia Movilă voievod întărește lui Simion hatman, și pârcălab de Suceava, satul Horbinești, cu heleșteu și moară pe Racovăț, ținutul Hotin.
1634 - Vasile Lupu voievod întărește lui Grigore Ureche spătar niște părți din ocină din Horbinești după judecată avută cu Procop, fiul lui Bârligă, și rudele sale.
1636 - suret emis de Vasile Lupu voievod menționează pe Prodanu aprodu deținător al unei părți din ocina Horbineștilor.
1638 - Vasile Lupu voievod întărește lui Pătrașco din Horbinești partea lui Suilă din Sănăuți, în urma unui proces cu Drăceștii.
1638 - Vasile Lupu voievod poruncește lui Borăleanul uricar să meargă în satul Horbinești, din ținutul Hotin, pentru a alege partea din acel sat a lui Grigore Ureche spătar de aceea a lui Hilimon, fiul lui Gheorghi.
1644 - Vasile Lupu voievod acordă Grăpinei din satul Cerlina o carte de apărare a părților ei din satul Horbinești ținutul Hotin.
1698 - Alexandra Buhușoae, văduva fostului hatman Alexandru Buhuș și fiica lui Neculae Ureche, fiul lui Vasile Ureche, întocmește izvod de satele ce i-au venit fiicei sale, Catrina, și anume: [mai multe sate inclusiv], satele întregi Horbinești lângă Truieva, ... Frații ei, Ion, Dumitrașco și Neculai Buhuș se obligă că dacă va lipsi vreun sat sau vreun sălașe de țigani să aibă a-l împlini ei, iar dacă se vor găsi și alte sălașe de țigani, afară de cei ce sunt acum, să aibă a-i împărți cu hătmăneasa Catrina, sora lor.

### În componența raialei Hotinului
1772 - (Horghinești) conform Recensământului birnicilor organizat de autoritățile țariste satul Hurginești face parte din ținutul Hotin, ocolul Mijlocului, proprietarul moșiei este locotenentul Gheorghe Carp, numărul gospodăriilor locuite - 52, gospodării părăsite - 1. Eliberați de bir sunt: cler - 2; moldoveni - 57.

### Perioada țaristă
1817 - (Horbinești) sat în ținutul Hotin, ocolul de Mijloc; 1 preot; 1 dascăl; 1 pălămar (paraclisier); 82 gospodării (capi de familie); 15 văduve; 20 burlaci, 2 ertați; total birnici - 107 bărbați, 15 femei. Moșia satului aparține domnului maior Linevici. Moșia cuprinde 900 fălci de fânețe, 700 fălci de teren arabil, 600 fălci de imaș (pășuni) ai satului, 350 fălci de pășuni aparținând moșierului, 150 fălci de grădini. Pe cursul râul Racovăț exista un iaz fără pești și o moară aparținând moșierului. Locuitorul satului se ocupă cu vinderea (alijveriș) lespezi și stâlpi de piatră dobândite pe teritoriul moșiei.
1827 - sunt menționați familia Scordeli, nobili de origine greacă moșieri ai satului. Urmașii lui Ienache Nicolae, căsătorit cu Sofia G. Botezatu, părinții Ecaterinei Buzne și ai lui Nicolae, moșier
la Gordinești și Fetești (Hotin), mareșal de Hotin (1863-1866), căsătorit cu Leontina Stanislav Moraczewski.
1836 - satul Gordinești, județul Hotin, plasa (volostea) Edineț, numără 147 de familii de țărani.
1859 - (Gordinești) 130 case, 366 bărbați, 285 femei, 1 biserică ortodoxă.
1870 -  sat în județul Hotin, volostea Edineț: 152 case; 342 bărbați, 346 femei; 95 cai; 323 vite cornute mari, 800 ovine și caprine, activează moară cu aburi.
1875 - sat în județul Hotin, volostea Edineț: 161 case; 385 bărbați, 369 femei; 110 cai; 480 vite cornute mari, 302 ovine și caprine.
1886 - sat în județul Hotin, volostea Edineț, include 183 de curți, 831 locuitori, 1 biserică ortodoxă, capelă.
1902 - (Hordinești) sat, în județul Hotin, volostea Edineț, așezat pe pârâul Racovăț, între satele Târnova și Burdujeni. Are 186 case, cu o populație de 980 suflete; 2 mori de vânt; vite mari 387 capete..

### Administrarea românească
1922 - 450 de gospodării de naționalitate română și ucraineană, Biserica Sfântul Arhanghel Mihail, zidită în 1861 din piatră de evlavioasa Ana Marocevschi, este casă de preot. Paroh preot: Pavel Pentiacov, de 27 ani, absolvent al seminarului teologic, în serviciu pe loc începând cu 1918. Cântăreț: Areta Agapiev, de 68 ani, în serviciu pe loc din 1883.
1923 -  sat în județul Hotin, plasa Briceni (denumiri geografice: Stânca Goală - 223 m, Crucei, Iazului, Stânca Icoanei); 490 clădiri (la care de adaugă 2 clădiri nelocuite); 510 de menage; 1023 bărbați, 944 femei, total - 1967 locuitori. Gospodărie boierească (3 case ruinate), 1 cooperativă agricolă, 1 carieră de piatră, 1 vărărie, 5 mori pe apă, 2 cârciumi. Activează o școală mixtă (fete și băieți), poștă rurală, primărie.
1924 - sat din județul Hotin, plasa Briceni. Primar - Vitalie Mancuși. Notar - Mihail Ionos. Învățători: Vladimir Șchiopu, Maria Rezimovscaia. Preot: Pavel Pintiacov. Băcani: Alter Fridman, David Oxman, Idlo Oxxman, Grigoraș Țățea. Cârciumari: Maria Bucătari. Cizmari: Anton Bucătar, Mihail Bucătar. Vitalie Cață, Nichifor Danciuc. Proprietari de moșii: Ion Caufman (100 ha), Constantin Mișinăuți (100 ha), Maria Scordeli (100 ha), C.N. Scordeli (100 ha), N.N. Scordeli (100 ha). Arendași de moșie: comunitatea sătească - 400 ha.
1928 - Însemnări administrative: comună rurală în județul Hotin, Tribunalul Hotin, judecătoria de ocol Edineț, Primărie proprie. Aspecte sociale: 2103 locuitori, o biserică ortodoxă, o școală primară. Economie. Băcănii: Exman Dughel, Exman Idia, Friedmann Iosif, Hellermann N. Nicolai, Landa Mordco, Șcelcov T. Carieră de piatră: Mesenfiațev S. Constantin. Cizmari: Bucătaru Andrei, Bucătaru Anton, Bucătaru Gh. Iona, Bucătaru Grigorie, Bucătaru Ioan, Bucătaru Mihail, Cațoi Vasile. Fierari: Albu Ioan, Hamuraru Gheorghe, Mocanu Manole. Frânghieri: Albu Teodor. Mori: Albu Nicolae, Berlibo Toader, Caminschi Mihail, Luchianciuc Pavel, Pascal Simion, Sumanciuc Gheorghe. Rotari: Zubjinschi Ivan. Agricultori: Kaufmann Iosif; Scordeli N. Maria; Scordeli C. Nicolai; Scordeli N. Nicolai.
     Români (93,6%)
     Ruși (3,1%)
     Ucraineni (0,8%)
     Alte etnii (evrei, rromi, sârbi, etc.) (2,5%)
1930 - populația totală număra 2555 oameni, inclusiv 2391 locuitori de etnie română, 3 - germani, 80 - ruși, 21 - ucraineni, 7 - iugoslavi (sârbi/croați/sloveni), 6 - polonezi, 30 - evrei și  17 - rromi. După limba maternă populația a fost avut următoarea structură: limba română - 2388 persoane; limba germană - 1 persoană; limba rusă - 80 persoane; limba ucraineană - 29 persoane; limba poloneză - 3, limba idiș - 30 persoane și limba rromă - 24 persoane (datele Recensământului General din 1930).
1931 - În perioada interbelică satul Gordinești a fost reședința comunei cu aceeași denumire, care includea satele Fetești și Târnova.
1938 - în sat activează Fundația Culturală Regală „Principele Carol”.

### Anii celui de Al Doilea Război Mondial
1941 - în Gordinești sunt înregistrate 658 clădiri și 2834 locuitori.

### Ocupația sovietică
1949 - 2956 locuitori, inclusiv: 2893 români moldoveni, 13 - ruși, 47 ucraineni.
1979 - 3139 locuitori, inclusiv 1400 bărbați și 1739 femei.
1982 - au activat două brigăzi de culturi de câmp, două brigăzi de cultivare a tutunului, două brigăzi de pomicultură, o fermă de bovine cornute mari. Școală medie, case de cultură cu instalație pentru cinematograf, bibliotecă, punct medico-obstrecian, grădiniță, casă de deservire socială, magazin, punct de telecomunicații.
1986 - 5 bărbați au participat la lichidarea consecințele accidentului de la CAE Cernobîl.
1989 - conform recensământului populația satului constituie 3332 persoane, inclusiv 3325 moldoveni/români, 4 ucraineni și 3 ruși.

## Demografie
La recensământul populației din 2004 au fost înregistrați 3265 oameni, iar în 2014 erau 3093 oameni, cu o scădere a numărului de locuitori de 5,26%.

### Structura religioasă
Componența confesională a comunei Gordinești
     Ortodocși (77,6%)
     Martori ai lui Iehova (11,8%)
     Evanghelici baptiști (0,7%)
     Pensticostali (3%)
     Alte religii (2,3%)
     Nedeclarată (3,1%)
     Agnostici (1,5%)
În cadrul recensământului din 2014, 2401 locuitori s-au identificat ortodocși, 364 - martori ai lui Iehova, 23 - evanghelici baptiști, 12 - adventiști de Ziua a șaptea, 94 - pensticostali (Biserica lui Dumnezeu Apostolică), 9 - creștini după evanghelie, 47 persoane erau agnostici, nu și-a declarat religia - 97 persoane, altor culte aparțin 56 locuitori.

### Structura etnică
Structura etnică a satului conform recensământului populației din 2004 și 2014:
| Grup etnic       | 2004      | 2004     | 2014      | 2014     |
| Grup etnic       | Populație | Ponderea | Populație | Ponderea |
| ---------------- | --------- | -------- | --------- | -------- |
| Moldoveni/Români | 3242      | 99,29%   | 3071      | 99,29%   |
| Ucraineni        | 14        | 0,43%    | 12        | 0,38%    |
| Ruși             | 9         | 0,28%    | 6         | 0,19%    |
| Alte etnii       |           |          | 4         | 0,12%    |
| Total            | 3265      | 100%     | 3093      | 100%     |

### Structura pe sexe
După sex, populația era alcătuită din 1599 bărbați și 1666 femei.

## Administrație și politică
Componența Consiliului local Gordinești (13 consilieri), ales la 5 noiembrie 2023, este următoarea:
|  | Partid                                       | Consilieri | Componență | Componență | Componență | Componență | Componență | Componență | Componență |
|  | -------------------------------------------- | ---------- | ---------- | ---------- | ---------- | ---------- | ---------- | ---------- | ---------- |
|  | Partidul Social Democrat European            | 7          |            |            |            |            |            |            |            |
|  | Partidul Acțiune și Solidaritate             | 4          |            |            |            |            |            |            |            |
|  | Partidul Socialiștilor din Republica Moldova | 1          |            |            |            |            |            |            |            |
|  | Candidat independent JAN MANCUȘ              | 1          |            |            |            |            |            |            |            |

## Social
Liceul Teoretic Gordinești asigură accesul copiilor în învățământul primar și secundar, ciclurile I și II (gimnazial și liceal). Mediul instituția este frecventată de circa 450 elevei în 21 de clase. În procesul educațional sunt implicate aproximativ 30 de cadre didactice. Liceul este înzestrat cu auditorii de studii, bloc alimentar, cabinet de asistență medicală, sală sport, teren de sport, atelier, sală festivități, cabinet metodic, bibliotecă cu săli multimedia.
Educația instituțională preșcolară se realizează la grădinița ”Spicușor”, frecventată de 130 copii.
Satul Gordinești dispune de un punct medical, în care activează două asistente medicale și un medic de familie. 